# Pescăruș brun
Pescărușul brun (Ichthyaetus hemprichii) este o specie de pescăruș din familia Laridae. Se găsește în Bahrain, Djibouti, Egipt, Eritreea, India, Iran, Israel, Iordania, Kenya, Liban, Maldive, Mozambic, Oman, Pakistan, Palestina, Qatar, Arabia Saudită, Somalia, Sri Lanka, Sudan, Tanzania, Emiratele Arabe Unite și Yemen. Ca în cazul multor pescăruși, acesta a fost încadrat în mod tradițional în genul Larus. Pescărușul brun este numit în onoarea naturalistului german Wilhelm Hemprich, care a murit în 1825 în timpul unei expediții științifice în Egipt și Orientul Mijlociu împreună cu prietenul său Christian Gottfried Ehrenberg.

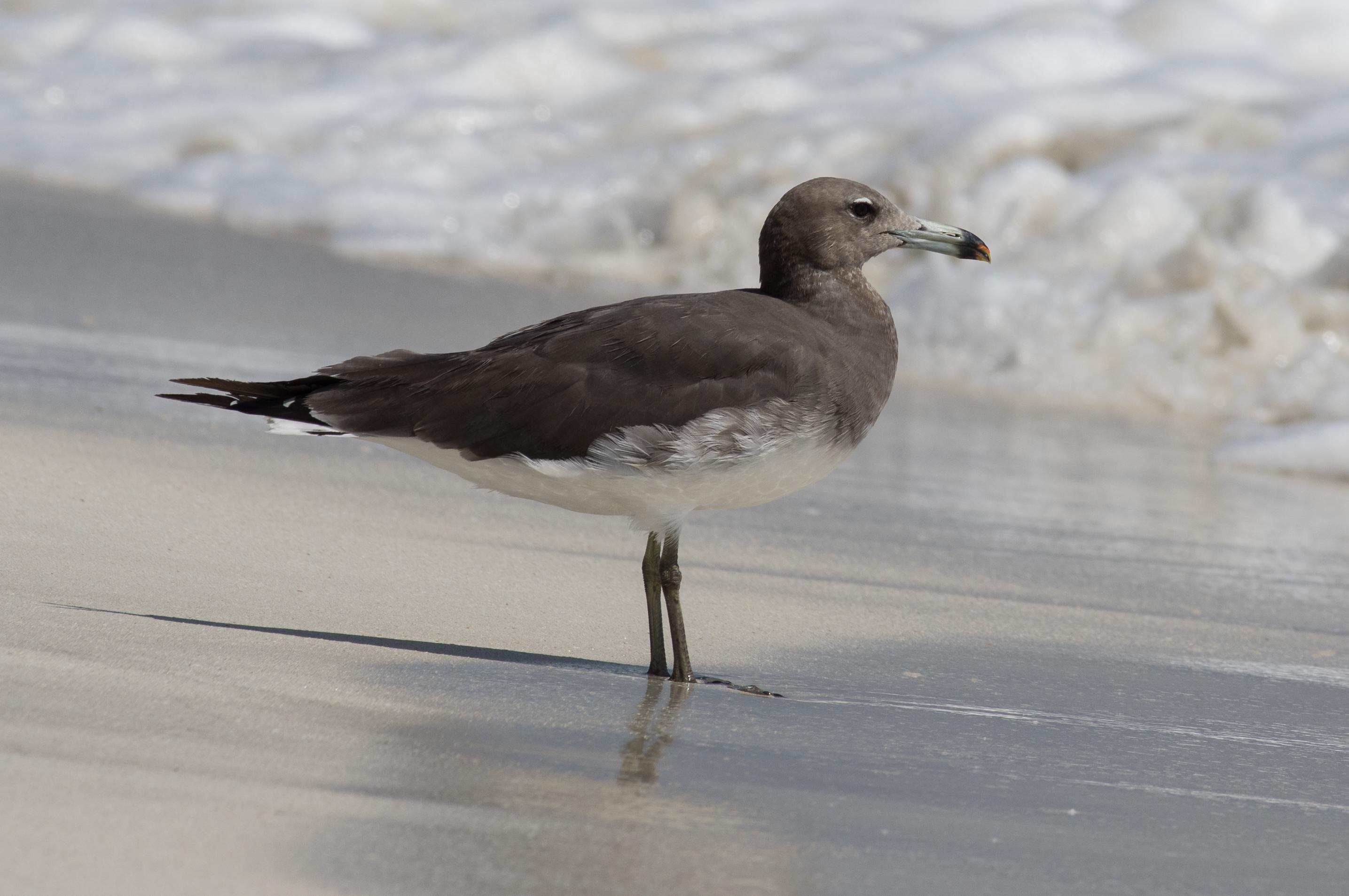
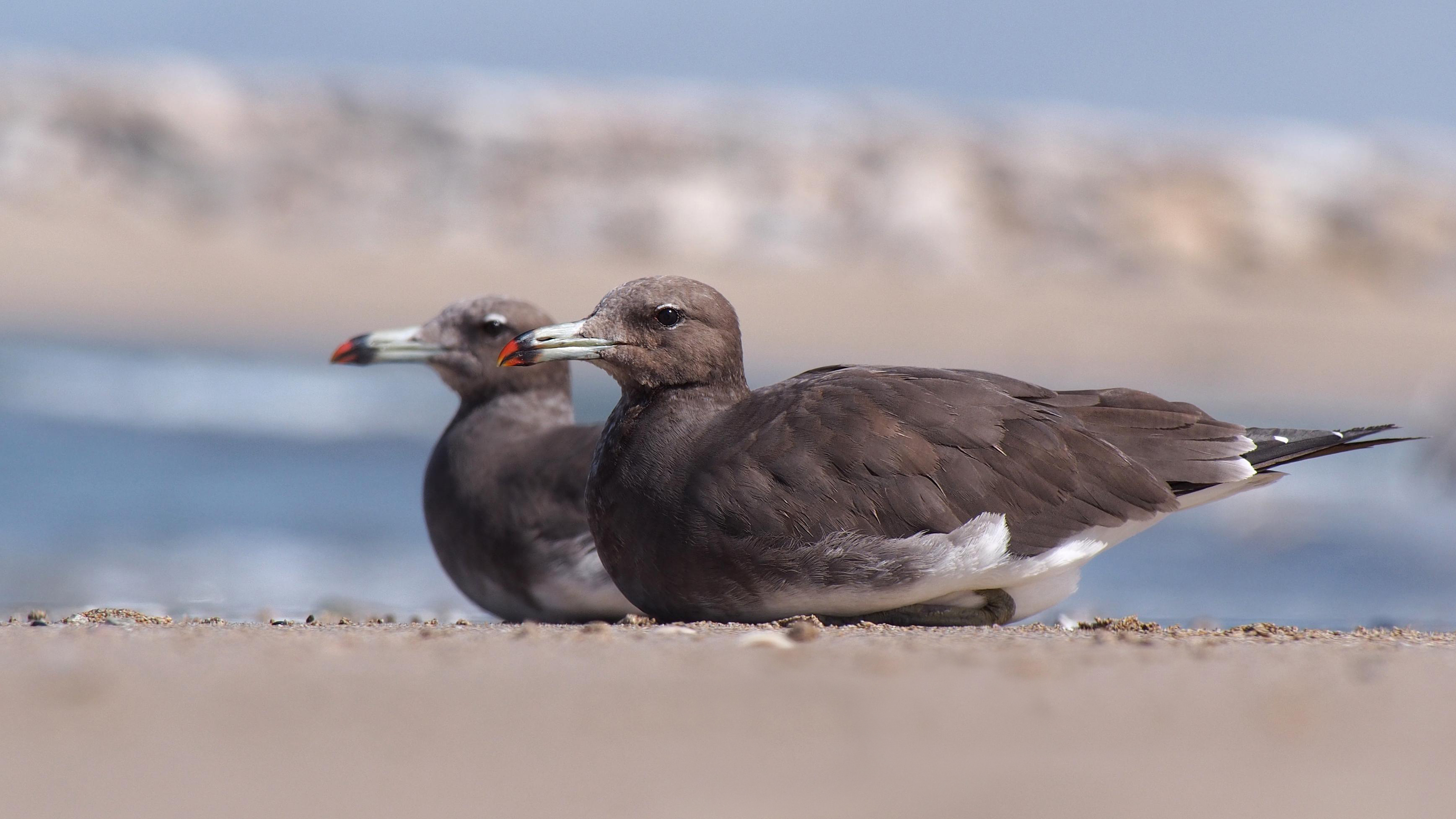